# Вулиця Братів Рогатинців
Ву́лиця Бра́тів Рогати́нців — вулиця в Галицькому районі міста Львова, у центральній частині міста. Сполучає площу Адама Міцкевича з вулицею Підвальною. Прилучаються вулиці Кравецька, Галицька, Сербська, Архівна та площа Коліївщини.

## Історія
Вулицю було прокладено наприкінці XVIII століття на місці розібраних міських фортифікацій. Вздовж нинішньої вулиці проходив Високий мур з вежами: Кожум'як, Золотарів, Гончарів, Котлярів, Порожня вежа, Жидівська і Шевська. Під нинішніми будинками парної сторони вулиці проходив Низький мур з бастіонами, спорудженими у XV столітті.
Австрійська влада почала розбирати міські укріплення вже в 1777 році, а в 1787 році було оголошено про розпродаж південної частини міських стін з вежами і прилеглих ділянок, що дало початок нинішній вулиці, яка в той час одержала назву Нова.
За два десятиліття паралельно до Нової проклали вулицю Валову. Одночасно, через сад Бернардинського монастиря, була продовжена вулиця Шкотська (нині — Сербська) до нинішньої площі Соборної.

## Назва
- 1795 — 1871 роки — вулиця Нова[3].
- 1871 — листопад 1941 роки — вулиця Собєського, на честь польського короля Яна III Собеського[4].
- листопад 1941 — липень 1944 роки — Кенігштрассе (Королівська вулиця)[5].
- липень — грудень 1944 року — вулиця Собєського, повернена передвоєнна назва[4].
- грудень 1944 — 1991 роки — вулиця Комсомольська на честь молодіжної комуністичної організації[6].
- сучасна назва від 1991 року — вулиця Братів Рогатинців на честь Юрія та Івана з Рогатина, багатих православних руських міщан, які в XVI столітті були активними діячами Львівського Ставропігійського братства, дбали про культуру й освіту руської (української) громади міста[7][8].

## Забудова
В архітектурному ансамблі вулиці Братів Рогатинців переважають кам'яниці першої половини XIX століття у стилях класицизм, більшість з яких було пізніше перебудовано у стилі віденської сецесії. Більшість будинків внесено до Реєстрів пам'яток архітектури місцевого та національного значення.

### З непарного боку вулиці
№ 3 — на початку XX століття в будинку містилися торговельна агенція «Mrówka» та ресторан Якуба Меша.
№ 7 — будинок споруджений на місці давньої кам'яниці Адама Гідельчика. Опис 1773 року фіксує тут повну руїну. Новий будинок споруджено у 1803 році, який від 1860 року має чотири поверхи. Вітрини реконструювались у 1898, 1907 та 1912 роках. Від 1890 року в будинку містилося Львівське товариство власників реальності. Друкованим органом товариства був фаховий часопис «Львів'янин» (пол. «Lwowianin»), а також готель «Савой». Будинок внесений до Реєстру пам'яток архітектури місцевого значення під охоронним № 943-м. За радянських часів — туристична база та крамниця готового одягу «Обнова», останніми роками тут містився меблевий салон Berloni, нині — бутик «Аліса» (парфуми, косметика, біжутерія). 
№ 9 — у міжвоєнний період в будинку діяло похоронне бюро «Елізіум». Будинок внесений до Реєстру пам'яток архітектури місцевого значення під охоронним № 944-м.
№ 15 — на початку XX століття в будинку діяло бюро праці Дебори Марґулес, працювала крамниця А. Жепецького з продажу грамофонів та роверів.
№ 51 — цю ділянку займала Велика міська синагога, знищена 1941 року під час німецької окупації Львова. Нині цього номера будинку не існує.

### З парного боку вулиці
№ 4 — на початку XX століття в будинку мав свою канцелярію адвокат доктор Казимир Чарнік, кабінет спеціаліста хвороб носа, горла і гортані Теофіла Стахевича, склад хутра Владислава Соліка, товариство «Circolo Italiano» («Італійське Коло»), польсько-угорський автомобільний клуб, а також мешкав архітектор Володимир Підгородецький. За радянських — магазин дитячого взуття.
№ 6 — будівля колишнього Галицького акціонерного купецького банку, споруджена у 1913—1916 роках за проєктом архітекторів Альфреда Захаревича, Юзефа Сосновського та Яна Шульца.
№ 10 — у XIX столітті в будівлі почало працювати похоронне бюро Емілії Курковської. Після смерті Емілії бюро перейшло у спадок її нащадкам. Так до 1960-х років у Львові використовувався вислів «піти до Курковського», що означало «померти». Також тут містилися склад та хутряна майстерня А. Врубеля]], школа крою Станіслави Тиховської.
№ 14 — скульптурне оздоблення будинку приписується Францішку Томашу Бєрнату.
№ 16 — у міжвоєнний період в будинку діяло міське похоронне бюро «Конкордія». Будинок внесений до Реєстру пам'яток архітектури місцевого значення під охоронним № 948-м.
№ 18 — на початку XX століття в будинку містився ресторан Мехеля Дамма.
№ 24 — триповерхова наріжна кам'яниця з вулицею Архівною. На початку XX століття в будинку містився ресторан Якуба Геллера.
№ 26 — триповерхова наріжна кам'яниця з вулицею Архівною. На першому поверсі будинку міститься салон «Лабораторія паранормальних явищ». Заклад працював тут з середини 1990-х років і потрапити в приміщення салону можливо було лише за попереднім записом. Там займались ворожінням, зняттям «порчі», зливали віск та проводили інші «магічні ритуали». У листопаді 2021 року приміщення салону виставлене на продаж.
№ 30 — на початку XX століття в будинку містилося товариство «Народна кухня».
№ 32 — будинок споруджений у 1907—1908 роках за проєктом архітектора Володимира Підгородецького. Під будинком знаходяться залишки оборонної вежі-бастіону. На першому поверсі будинку до кінця 2018 року працював кафе-бар «Під Вежею», а у січня 2019 року тут розпочав роботу ресторан «Ґвара» на 150 посадкових місць, який входить до мережі ресторанів Костянтина Форкера. Заклад спеціалізувався на галицькій та львівській кухні. У 2019 році ресторан «Ґвара» отримував нагороду Culinary Heritage, y 2021 році — увійшов до сотні найкращих ресторанів України. Через пандемію коронавірусної хвороби зали ресторану стояли майже порожні, тому власник закладу ухвалив рішення про закриття «Ґвари». Будинок внесений до реєстру пам'яток архітектури місцевого значення під охоронним № 1266-м.